# Владимир Штимац
Владимир Штимац (Београд, 25. август 1987) је бивши српски кошаркаш. Играо на позицији центра. Бивши је присталица Нове Демократске странке Србије а сада је оснивач и вођа покрета Национална снага.

## Каријера
Штимац је прошао кроз школу кошарке Беовука, а каријеру је касније наставио у Литванији и Летонији. У својој првој сезони у иностранству, Штимац је играо за други тим Жалгириса да би у наредној сезони добио прилику да дебитује и за први тим. Како би редовно добијао шансу да игра, дозвољено му је да пређе у летонску Валмијеру, у чијем дресу је био најкориснији играч Балтичке лиге у сезони 2007/08.
У августу 2008. потписује за Црвену звезду, у којој проводи наредне две сезоне. Пред почетак сезоне 2010/11. се враћа у Летонију и потписује за Вентспилс. Ту је провео свега два месеца након чега је раскинут уговор са њим, јер није оправдао очекивања тренера. Свега неколико дана након отказа потписује за чешки Нимбурк, који је те сезоне играо у Јадранској лиги. Са Нимбурком 2011. осваја чешко првенство и куп.
У јулу 2011. потписао је за турски тим Олин Једрене, где током сезоне 2011/12. бележи просечно 14,8 поена и 10 скокова по мечу у турској лиги. У јулу 2012. потписује за Банвит. У септембру 2013. је потписао уговор са Уникахом. Након једне сезоне напустио је клуб. У августу 2014. прешао је у Бајерн из Минхена.
Сезону 2015/16. је почео у екипи Естудијантеса, али се 27. октобра 2015. вратио у Црвену звезду и потписао уговор до краја сезоне. Са црвено-белима је у сезони 2015/16. освојио Јадранску лигу и Суперлигу Србије. У сезони 2016/17. играо је за Бешикташ. У августу 2017. потписао је двогодишњи (1+1) уговор са Анадолу Ефесом. Након једне сезоне напустио је турски клуб. Дана 12. јула 2018. године потписао је једногодишњи уговор са Турк Телекомом.
Током јесени 2019. је наступао за Фенербахче, да би се 25. децембра 2019. вратио у Црвену звезду. У Звезди је провео остатак сезоне 2019/20, која је прекинута због пандемије корона вируса. У августу 2020. потписује једногодишњи уговор са Монаком. Ипак за овај клуб није наступао, јер је већ наредног месеца раскинуо уговор, како би прешао у кинески Ћингдао. Почетком 2021. године је раскинуо уговор са кинеским клубом. Месец дана касније је потписао уговор са турским Бахчешехиром до краја 2020/21. сезоне.

## Репрезентација
Са јуниорском репрезентацијом Србије освојио је злато на Европском првенству 2005, а са младом такође злато на Европском првенству 2007. Са универзитетском репрезентацијом освојио је две златне медаље, 2009. и 2011.
Свој деби у сениорском тиму имао је на Европском првенству у Словенији 2013. На Светском првенству 2014. у Шпанији освојио је сребрну медаљу. Штимац је са клупе добијао своју минутажу и увек је давао све од себе када би улазио у игру. Одржавао је сјајну атмосферу у екипи, а најбољи учинак је имао у финалу, када је забележио седам поена уз сјајно закуцавање после асистенције Стефана Јовића. На осам утакмица остварио је учинак од 3,8 поена и 1,5 скокова за просечно осам минута у игри, а за два поена је шутирао 56% (25—14).
Освојио је и сребрне медаље на Олимпијским играма у Рију 2016. и на Европском првенству 2017. године.

## Приватан живот
Ожењен је и има двоје деце, сина и ћерку.
На парламентарним изборима 2023. је подржао коалицију НАДА.

## Политика
Подржавајући криптовалуте и антидискриминациону политику, Штимац је раније био укључен у сукоб са компанијом "Миленијум тим", која има блиске везе са владајућом Српском напредном странком (СНС). Штимац је 3. новембра потписао споразум са десничарском Национално-демократском алтернативом (НАДА), најавивши да ће се кандидовати на њиховој изборној листи. Изабран је за одборника Скупштине града Београда.
Штимац је био активан током српских еколошких протеста 2024. године против литијумског рудника компаније Рио Тинто. Нетко након тога, Штимац је означен као "еко-терориста" од стране провладиног и про-Рио Тинто анонимног политичког удружења "Копаћемо". Штимац је поднео кривичну пријаву против ове групе.
Дана 8. новембра 2024. године, Штимац је најавио да подноси захтев за оснивање грађанског удружења под називом "Национална Снага". Дана 30. новембра, Штимац је започео 24-часовни протест испред Председништва Србије, захтевајући политичку одговорност за рушење надстрешнице на железничкој станици у Новом Саду и смрт 16 људи.

## Успеси

### Клупски
- ЧЕЗ Нимбурк:
  - Првенство Чешке (1): 2010/11.
  - Куп Чешке (1): 2011.
- Црвена звезда:
  - Првенство Србије (1): 2015/16.
  - Јадранска лига (1): 2015/16.
- Анадолу Ефес:
  - Куп Турске (1): 2018.

### Репрезентативни
- Европско првенство у кошарци до 18 година:  2005.
- Европско првенство у кошарци до 20 година:  2007.
- Универзијада:  2009,  2011.
- Светско првенство:  2014.
- Олимпијске игре:  2016.
- Европско првенство:  2017.

### Појединачни
- Идеални тим ФИБА Лиге шампиона — друга постава (1): 2016/17.
- Најкориснији играч кола Евролиге (1): 2017/18. (1)
- Најкориснији играч Балтичке лиге (1): 2007/08.